# داریل کلر
داریل کلر (انگلیسی: Daryl Clare؛ زادهٔ ۱ اوت ۱۹۷۸) بازیکن فوتبال اهل بریتانیا است.
از باشگاه‌هایی که در آن بازی کرده‌است می‌توان به باشگاه فوتبال برتون آلبیون، باشگاه فوتبال کمبریج یونایتد، باشگاه فوتبال کراولی تاون، باشگاه فوتبال منزفیلد تاون، باشگاه فوتبال لاوث تاون، باشگاه فوتبال چلتنهام تاون، باشگاه فوتبال گیتزهد، باشگاه فوتبال بوستون تاون، باشگاه فوتبال آلفرتون تاون، باشگاه فوتبال گریمزبی تاون، باشگاه فوتبال گینزبورو ترینیتی، باشگاه فوتبال بوستون یونایتد، و باشگاه فوتبال نورث‌همپتون تاون اشاره کرد.
وی همچنین در تیم‌های ملی فوتبال زیر ۲۱ سال جمهوری ایرلند و Republic of Ireland B national football team بازی کرده‌است.